# Joanna Byrne

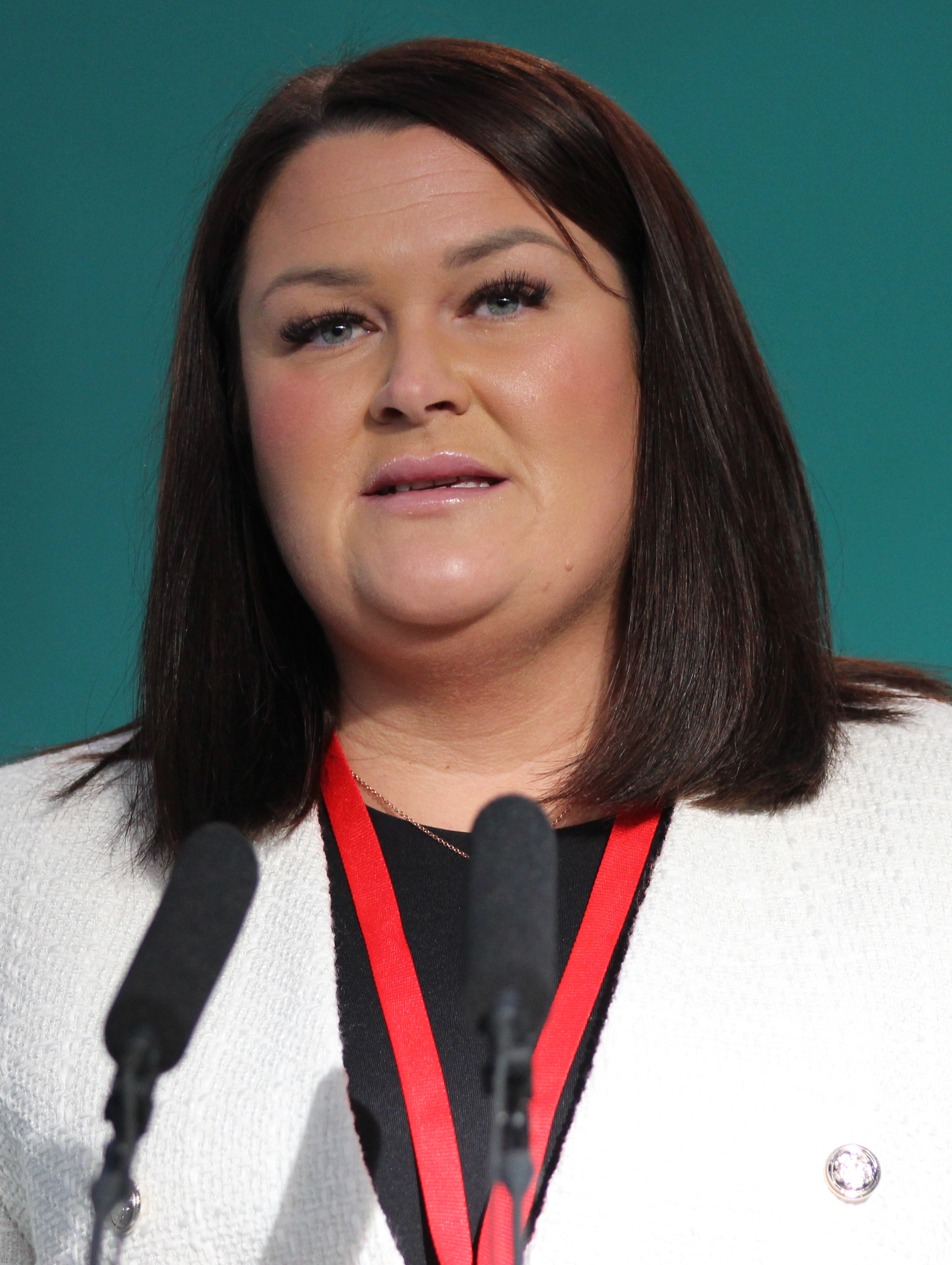
Joanna Byrne (2024)

Joanna Byrne (* in Drogheda, County Louth, Irland) ist eine irische Politikerin der Sinn Féin, die seit 2024 Abgeordnete im Dáil Éireann ist.

## Leben
Byrne wuchs in Drogheda auf. Sie zog 2016 erstmals für den Louth County Council ein und wurde 2019 wieder gewählt. Bei den Wahlen zum Dáil Éireann 2024 gelang es ihr, für den Wahlkreis Louth in den Dáil Éireann einzuziehen.